# Shusuke Shimada
Shusuke Shimada (født 10. juli 1976) er en tidligere japansk fodboldspiller.
Han har spillet for flere forskellige klubber i sin karriere, herunder Yokohama Marinos og Albirex Niigata.